# Zeuxine macrorhyncha
Zeuxine macrorhyncha är en orkidéart som beskrevs av Rudolf Schlechter. Zeuxine macrorhyncha ingår i släktet Zeuxine och familjen orkidéer. Inga underarter finns listade i Catalogue of Life.